# Marcelo Saracchi
Marcelo Josemir Saracchi Pintos (Paysandú, 23 aprile 1998) è un calciatore uruguaiano, difensore o centrocampista del Boca Juniors e della nazionale uruguaiana.

## Carriera
Ha esordito nella massima serie uruguaiana con il Danubio, giocando 30 partite nella stagione 2015-2016.
Il 24 agosto 2017 è passato a titolo definitivo al River Plate.
Il 12 giugno 2018 firma un contratto quinquennale con il RB Lipsia.
Il 6 gennaio 2020 viene ceduto in prestito al Galatasaray per un anno e mezzo.
Tornato dal prestito nel luglio 2021, il 19 dicembre dello stesso anno rescinde il proprio contratto con i tedeschi. Resta senza squadra sino al 22 febbraio 2022, giorno in cui si accasa al Levante.

## Statistiche

### Presenze e reti nei club
Statistiche aggiornate al 26 febbraio 2025.
| Stagione            | Squadra             | Campionato          | Campionato | Campionato | Coppe nazionali | Coppe nazionali | Coppe nazionali | Coppe continentali | Coppe continentali | Coppe continentali | Altre coppe | Altre coppe | Altre coppe | Totale | Totale |
| Stagione            | Squadra             | Comp                | Pres       | Reti       | Comp            | Pres            | Reti            | Comp               | Pres               | Reti               | Comp        | Pres        | Reti        | Pres   | Reti   |
| ------------------- | ------------------- | ------------------- | ---------- | ---------- | --------------- | --------------- | --------------- | ------------------ | ------------------ | ------------------ | ----------- | ----------- | ----------- | ------ | ------ |
| 2014-2015           | Danubio             | PD                  | 0          | 0          | -               | -               | -               | CS                 | 2                  | 0                  | -           | -           | -           | 2      | 0      |
| 2015-2016           | Danubio             | PD                  | 30         | 1          | -               | -               | -               | -                  | -                  | -                  | -           | -           | -           | 30     | 1      |
| 2016                | Danubio             | PD                  | 14         | 0          | -               | -               | -               | -                  | -                  | -                  | -           | -           | -           | 14     | 0      |
| gen.-ago. 2017      | Danubio             | PD                  | 10         | 2          | -               | -               | -               | CS                 | 1                  | 0                  | -           | -           | -           | 11     | 2      |
| Totale Danubio      | Totale Danubio      | Totale Danubio      | 54         | 3          |                 | -               | -               |                    | 3                  | 0                  |             | -           | -           | 57     | 3      |
| 2017                | River Plate         | PD                  | 0          | 0          | CA              | 3               | 1               | CL                 | 1                  | 0                  | -           | -           | -           | 4      | 1      |
| 2017-2018           | River Plate         | PD                  | 19         | 0          | CA              | 0               | 0               | CL                 | 6                  | 0                  | SA          | 1           | 0           | 26     | 0      |
| Totale River Plate  | Totale River Plate  | Totale River Plate  | 19         | 0          |                 | 3               | 1               |                    | 7                  | 0                  |             | 1           | 0           | 30     | 1      |
| 2018-2019           | RB Lipsia           | BL                  | 9          | 0          | CG              | 1               | 0               | UEL                | 10                 | 0                  | -           | -           | -           | 20     | 0      |
| 2019-gen. 2020      | RB Lipsia           | BL                  | 4          | 1          | CG              | 1               | 0               | UCL                | 2                  | 0                  | -           | -           | -           | 7      | 1      |
| Totale RB Lipsia    | Totale RB Lipsia    | Totale RB Lipsia    | 13         | 1          |                 | 2               | 0               |                    | 12                 | 0                  |             | -           | -           | 27     | 1      |
| gen.-giu. 2020      | Galatasaray         | SL                  | 14         | 2          | TK              | 1               | 0               | UCL                | -                  | -                  | ST          | -           | -           | 15     | 2      |
| 2020-2021           | Galatasaray         | SL                  | 27         | 0          | TK              | 1               | 0               | UEL                | 1                  | 0                  | -           | -           | -           | 29     | 0      |
| Totale Galatasaray  | Totale Galatasaray  | Totale Galatasaray  | 41         | 2          |                 | 2               | 0               |                    | 1                  | 0                  |             | -           | -           | 44     | 2      |
| feb.-giu. 2022      | Levante             | PD                  | 4          | 0          | CR              | 0               | 0               | -                  | -                  | -                  | -           | -           | -           | 4      | 0      |
| 2022-2023           | Levante             | PD                  | 25+3       | 0          | CR              | 3               | 0               | -                  | -                  | -                  | -           | -           | -           | 31     | 0      |
| Totale Levante      | Totale Levante      | Totale Levante      | 29+3       | 0          |                 | 3               | 0               |                    | -                  | -                  |             | -           | -           | 35     | 0      |
| ago.-dic. 2023      | Boca Juniors        | PD                  | 0          | 0          | CA+CdL          | 2+11            | 0               | CL                 | 3                  | 0                  | -           | -           | -           | 16     | 0      |
| 2024                | Boca Juniors        | PD                  | 13         | 2          | CA+CdL          | 3+4             | 0               | CS                 | 5                  | 1                  | -           | -           | -           | 25     | 3      |
| 2025                | Boca Juniors        | PD                  | 4          | 1          | CA              | 1               | 0               | CL                 | 2                  | 0                  | Cmc         | -           | -           | 7      | 1      |
| Totale Boca Juniors | Totale Boca Juniors | Totale Boca Juniors | 17         | 3          |                 | 6+15            | 0               |                    | 10                 | 1                  |             | -           | -           | 48     | 4      |
| Totale carriera     | Totale carriera     | Totale carriera     | 176        | 9          |                 | 31              | 1               |                    | 33                 | 1                  |             | 1           | 0           | 241    | 11     |

### Cronologia presenze e reti in nazionale
| Cronologia completa delle presenze e delle reti in nazionale ― Uruguay | Cronologia completa delle presenze e delle reti in nazionale ― Uruguay | Cronologia completa delle presenze e delle reti in nazionale ― Uruguay | Cronologia completa delle presenze e delle reti in nazionale ― Uruguay | Cronologia completa delle presenze e delle reti in nazionale ― Uruguay | Cronologia completa delle presenze e delle reti in nazionale ― Uruguay | Cronologia completa delle presenze e delle reti in nazionale ― Uruguay | Cronologia completa delle presenze e delle reti in nazionale ― Uruguay |
| Data                                                                   | Città                                                                  | In casa                                                                | Risultato                                                              | Ospiti                                                                 | Competizione                                                           | Reti                                                                   | Note                                                                   |
| ---------------------------------------------------------------------- | ---------------------------------------------------------------------- | ---------------------------------------------------------------------- | ---------------------------------------------------------------------- | ---------------------------------------------------------------------- | ---------------------------------------------------------------------- | ---------------------------------------------------------------------- | ---------------------------------------------------------------------- |
| 12-10-2018                                                             | Seul                                                                   | Corea del Sud                                                          | 2 – 1                                                                  | Uruguay                                                                | Amichevole                                                             | -                                                                      | 84’                                                                    |
| 16-10-2018                                                             | Saitama                                                                | Giappone                                                               | 4 – 3                                                                  | Uruguay                                                                | Amichevole                                                             | -                                                                      | 53’                                                                    |
| 22-3-2019                                                              | Nanning                                                                | Uruguay                                                                | 3 – 0                                                                  | Uzbekistan                                                             | Amichevole                                                             | -                                                                      | 61’                                                                    |
| 25-3-2019                                                              | Nanning                                                                | Thailandia                                                             | 0 – 4                                                                  | Uruguay                                                                | Amichevole                                                             | -                                                                      | 61’                                                                    |
| 6-9-2024                                                               | Montevideo                                                             | Uruguay                                                                | 0 – 0                                                                  | Paraguay                                                               | Qual. Mondiali 2026                                                    | -                                                                      | 77’                                                                    |
| 10-9-2024                                                              | Maturín                                                                | Venezuela                                                              | 0 – 0                                                                  | Uruguay                                                                | Qual. Mondiali 2026                                                    | -                                                                      | 88’                                                                    |
| 15-10-2024                                                             | Montevideo                                                             | Uruguay                                                                | 0 – 0                                                                  | Ecuador                                                                | Qual. Mondiali 2026                                                    | -                                                                      | 87’                                                                    |
| 15-11-2024                                                             | Montevideo                                                             | Uruguay                                                                | 3 – 2                                                                  | Colombia                                                               | Qual. Mondiali 2026                                                    | -                                                                      | 79’                                                                    |
| 19-11-2024                                                             | Salvador                                                               | Brasile                                                                | 1 – 1                                                                  | Uruguay                                                                | Qual. Mondiali 2026                                                    | -                                                                      |                                                                        |
| Totale                                                                 |                                                                        | Presenze                                                               | 9                                                                      |                                                                        | Reti                                                                   | 0                                                                      |                                                                        |

## Palmarès

### Club

#### Competizioni nazionali
- Coppa Argentina: 1

River Plate: 2016-2017
- Supercopa Argentina: 1

River Plate: 2017

### Nazionale

#### Competizioni giovanili
- Campionato sudamericano Under-20: 1

Ecuador 2017